# Anțîpolivka, Nemîriv
Anțîpolivka (în ucraineană Анциполівка) este un sat în comuna Zeankivți din raionul Nemîriv, regiunea Vinnița, Ucraina.

## Demografie
Componența lingvistică a localității Anțîpolivka
     Ucraineană (97,71%)
     Rusă (1,14%)
     Română (1,14%)
Conform recensământului din 2001, majoritatea populației localității Anțîpolivka era vorbitoare de ucraineană (97,71%), existând în minoritate și vorbitori de rusă (1,14%) și română (1,14%).